# Parti de libération du peuple
Le Parti de libération du peuple (en tétoum : Partidu Libertasaun Popular ; abrégé en PLP) est un parti politique du Timor oriental, fondé en 2015 et dirigé par Taur Matan Ruak.

## Résultats électoraux
| Election | leader du parti | Votes   | %      | sièges | +/– | Position | statut     |
| -------- | --------------- | ------- | ------ | ------ | --- | -------- | ---------- |
| 2017     | Taur Matan Ruak | 60 098  | 10,58% | 8/65   | New | 3e       | Opposition |
| 2018     | Taur Matan Ruak | 309 663 | 49,58% | 8/65   | 0   | 1e       | Coalition  |
| 2023     | Taur Matan Ruak | 40 720  | 5,88%  | 4/65   | 4   | 5e       | Opposition |